# Plainfield Teacher's College
Il Plainfield Teacher's College è un college immaginario protagonista di uno scherzo ideato nel 1941 da Morris Newburger ai danni del The New York Times.
Il 25 ottobre 1941 il broker contattò diverse redazioni sportive di alcuni giornali per comunicare la falsa notizia che il Plainfield Teachers del New Jersey aveva sconfitto l'inesistente Winona. Il risultato dell'incontro di college football venne pubblicato il giorno seguente sul quotidiano statunitense. Nelle settimane successive Newburger assunse l'identità fittizia di Jerry Croyden per comunicare gli esiti degli incontri successivi, aggiungendo dettagli immaginari e arrivando addirittura a millantare l'esistenza di un campione di origini cinesi chiamato John Chung.
Il giornalista Caswell Adams dell'Herald Tribune svelò lo scherzo il 14 novembre. Il 17 novembre il TIME rese pubblica la notizia della non esistenza della squadra sportiva.